# Westfalium
Das Westfalium (auch Westfal, selten auch fälschlich Westphalium oder Westphal) ist in der Erdgeschichte ein Zeitabschnitt des Karbon. Es ist die mittlere regionale Stufe (oder auch Unterserie) des regionalen Subsystems des Silesiums in Mittel- und Westeuropa. Das Westfalium entspricht den globalen Stufen des oberen Bashkirium und des Moskovium. In absoluten Zahlen ausgedrückt dauerte das Westfalium von etwa 316,5 Millionen bis etwa 305 Millionen Jahren. Dem Westfalium geht das Namurium voran, es wird vom Stefanium, der obersten regionalen Stufe des Silesium gefolgt.

## Geschichte und Namensgebung
Name und Stufe wurde von Albert de Lapparent und Ernest Munier-Chalmas 1892 in die Literatur eingeführt. Der Name ist von der Landschaft Westfalen abgeleitet.

## Definition und Korrelation
Der Beginn ist durch das Ersteinsetzen der Ammoniten-Art Gastrioceras subcrenatum (Schlotheim) definiert. Das Westfalium setzt demnach etwa in der Mitte der globalen Stufe Bashkirium ein. Die Obergrenze war in den Mitteleuropa ursprünglich eine Schichtlücke zwischen Westfalium und Stefanium, deren Umfang sehr unterschiedlich ist. Inzwischen wird die Obergrenze gleichgesetzt mit der Moskovium/Kasimovium-Grenze. Allerdings ist die Grenze Westfalium/Stefanium sehr umstritten, da das Cantabrium, das zwischen Westfalium und Stefanium geschoben wurde und dem Stefanium zugeschlagen wurde, bisher nur in Kantabrien sicher nachzuweisen ist.
Entsprechend der unsicheren Obergrenze und den unterschiedlichen absoluten Zeitskalen reicht das Westfalium von 316,5 bis 305 Millionen Jahre, bzw. von etwa 315 bis etwa 307 Millionen Jahre, bzw. nach einer Kalibrierung des Pennsylvaniums durch Menning et al. (2006) von 316,5 bis 306 Millionen Jahre.

## Untergliederung

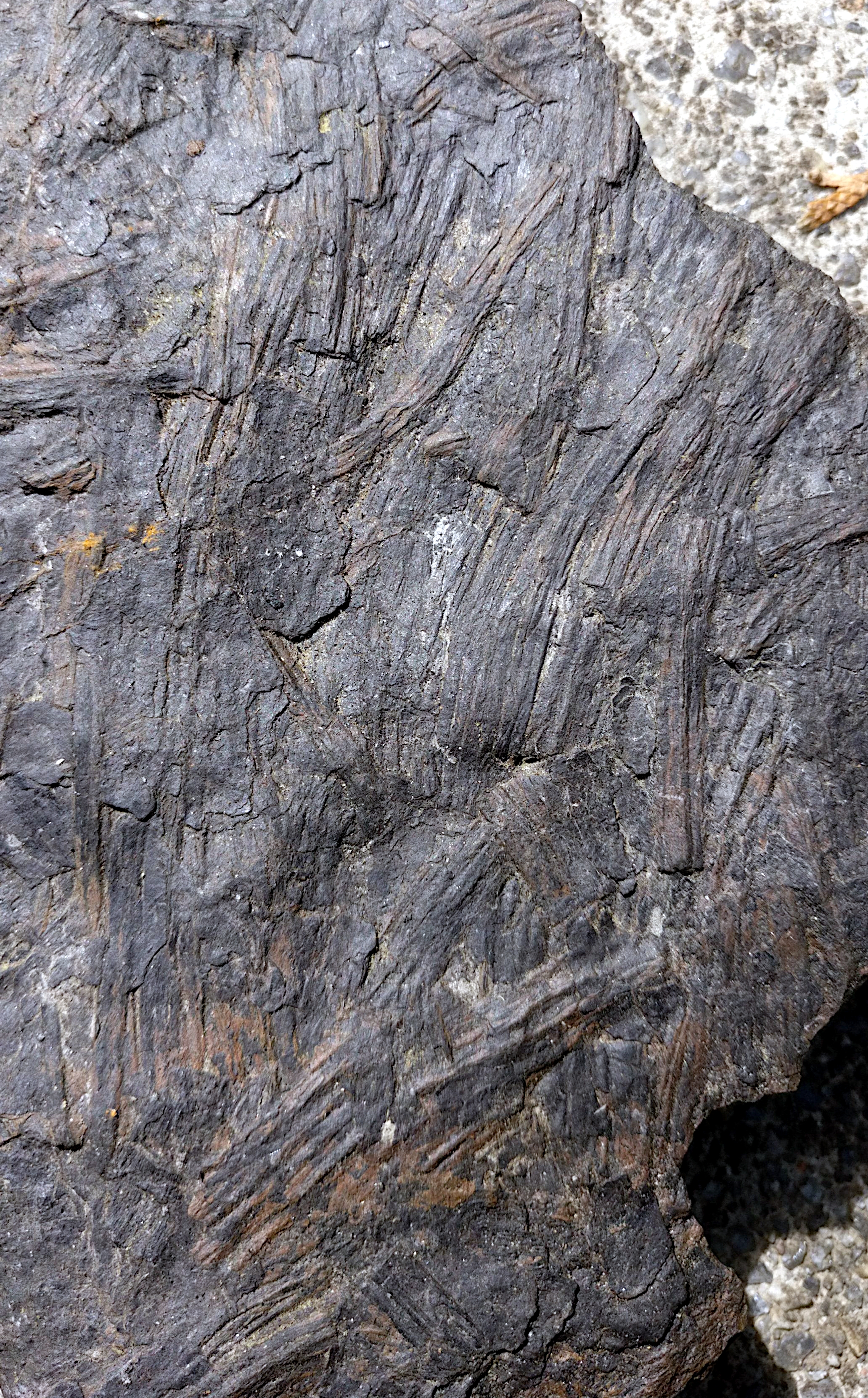
Fossile Schachtelhalmreste (Kalamiten) aus dem Oberkarbon, Westfalium D, Cainsdorf, Zwickau.

Das Westfalium wurde in Deutschland traditionell in vier Unterstufen unterteilt, die mit den Buchstaben A, B, C und D bezeichnet wurden. In Belgien und England wurden Westfalium A–C mit eigenen Namen benannt:
- Westfalium D
- Bolsovium
- Duckmantium
- Langsettium